# إيمان صادقي
إيمان صادقي (بالفارسية: ایمان صادقی) هو لاعب كرة قدم إيراني في مركز حراسة المرمى، ولد في 9 يناير 1992 في طهران في إيران. شارك مع منتخب إيران تحت 17 سنة لكرة القدم ومنتخب إيران تحت 20 سنة لكرة القدم ومنتخب إيران تحت 23 سنة لكرة القدم. أما مع النوادي، فقد لعب مع نادي استقلال طهران ونادي برسبوليس ونادي ستيل آذين ونادي ملوان.

## وصلات خارجية
- إيمان صادقي على موقع الاتحاد الدولي (مؤرشف)  (الإنجليزية)
- إيمان صادقي على موقع قاعدة بيانات كرة القدم.إي يو (الإنجليزية)